# Juan Pablo Duarte (estación del Metro de Santo Domingo)
Juan Pablo Duarte es una estación de combinación ferroviaria que forma parte de la red del metro de Santo Domingo.  
Se encuentra a nivel subterráneo entre las estaciones «Peña Battle» y «Profesor Juan Bosch» de la línea 1; y entre las estaciones «Juan Ulises García Saleta» y «Coronel Rafael Tomás Fernández Domínguez» de la línea 2. 

## Historia
Como parte del proyecto de la Línea 1 del metro de Santo Domingo, la estación fue inaugurada el 29 de enero de 2009 y su nombre es un homenaje a Juan Pablo Duarte, uno de los Padres de la Patria de la República Dominicana.
El 1 de abril de 2013 se convirtió en la primera y única estación de combinación de la red, tras la apertura de la línea 2.
En 2022, la Oficina para el Reordenamiento del Transporte (OPRET) anunció estudios para construir un túnel paralelo en la estación y ampliar el espacio de conexión entre las dos días.

## Características y entorno
La estación se encuentra a nivel subterráneo en la intersección de la avenida John F. Kennedy y la avenida Máximo Gómez en la capital de República Dominicana.A su alrededor, se encuentran el Centro Olímpico Juan Pablo Duarte, la Torre Popular y el centro comercial Sambil Santo Domingo.